# (100803) 1998 FP98
(100803) 1998 FP98 es un asteroide perteneciente al cinturón de asteroides, región del sistema solar que se encuentra entre las órbitas de Marte y Júpiter, descubierto el 31 de marzo de 1998 por el equipo del Lincoln Near-Earth Asteroid Research desde el Laboratorio Lincoln, Socorro, Nuevo México, Estados Unidos.

## Designación y nombre
Designado provisionalmente como 1998 FP98. 

## Características orbitales
1998 FP98 está situado a una distancia media del Sol de 2,754 ua, pudiendo alejarse hasta 3,424 ua y acercarse hasta 2,084 ua. Su excentricidad es 0,243 y la inclinación orbital 6,688 grados. Emplea 1669,73 días en completar una órbita alrededor del Sol.

## Características físicas
La magnitud absoluta de 1998 FP98 es 15,2. Tiene 4,306 km de diámetro y su albedo se estima en 0,079. 